# Matar a un rey
Matar a un rey es una película dramática que abarca un periodo de la historia de Reino Unido, ambientándose en los años posteriores a la Guerra Civil de Inglaterra y planteando la problemática que hubo en lo referente al rey del momento: Carlos I. Está dirigida por Mike Barker, con un guion de Jenny Mayhew, saliendo a la gran pantalla el 16 de mayo de 2003 en Reino Unido, mientras que en España fue estrenada el 6 de febrero de 2004.

## Argumento
La película se recrea en Inglaterra, en el año 1645. Tras la última batalla entre las fuerzas del ejército parlamentario y del ejército real, con la que finalizan los tres años de sangrienta Guerra Civil, la victoria se encuentra en manos de los Parlamentarios, que han derrocado al Rey Carlos I, prisionero en Londres, ganando su batalla contra la corrupción y el enfrentamiento de la Corona con el Parlamento.
De esta guerra surgen dos héroes, que son los líderes del ejército parlamentario conocido como New Model Army (Nuevo Ejército Modelo): Lord Thomas Fairfax (Dougray Scott) y su leal General Oliver Cromwell (Tim Roth).
Una vez ganada la Guerra, se tienen que enfrentar al problema de volver a unir al país, lo cual no resulta fácil con el rey moviendo hilos y dificultando el retorno a la normalidad. A pesar de que Fairfax y Cromwell son amigos cercanos, los futuros acontecimientos pondrán a prueba su amistad. Las diferencias entre ellos harán que discrepen también en lo que a la reforma del sistema inglés se refiere: Fairfax tenía en mente la reforma de la monarquía como aristócrata que es, mientras que Cromwell quien es miembro de la burguesía puritana pretendía la instauración de una república.
Cuando regresa de la Guerra, Fairfax disfruta de un apasionado reencuentro con su esposa Lady Anne (Olivia Williams), sin embargo, esta conserva una cierta lealtad hacia la monarquía y piensa, al igual que otros muchos miembros del Parlamento, que la Guerra ya ha servido como lección suficiente al Rey (Rupert Everett), para que las cosas vuelvan a su cauce y el rey vuelva a gobernar una vez haya aceptado firmar ciertas concesiones. Bajo el liderazgo de Denzil Holles (James Bolam), Presidente del Parlamento, un partido acuerda en secreto devolver al Rey el poder a cambio de valiosos regalos y la promesa de un trato de favor. Ante ello, Cromwell y Fairfax, indignados, envían sus tropas a recuperar los tesoros utilizados como soborno y lleva a juicio a todos aquellos miembros del Parlamento que le han traicionado pero Holles, avisado por el propio Lord Fairfax huye a Francia a tiempo de ser arrestado, el general pretendía con ese movimiento proteger a su familia si la situación se vuelve contra él.
La esposa de Fairax, Anne, esperando un hijo con Fairfax queda horrorizada al enterarse de los planes de Cromwell de llevar a juicio al Rey tras conocerse sus tratos con los parlamentarios traidores, sufre un aborto y más tarde informa del fin previsto del monarca a dos jóvenes Realistas. Estos consiguen rescatar al Rey pero Cromwell averiguará pronto su escondite y será capturado de nuevo, sabiendo que tuvo que ser Anne quien aviso a los Realistas la confronta a sangre fría. Para entonces, Fairfax descubre que su amigo Cromwell no tiene ninguna intención de ofrecer al Rey a un juicio justo y que ya ha firmado su pena de muerte por lo que este, junto a Anne se retiran de la cámara de los comunes que era el sitio del juicio arreglado al Rey el cual se defiende alegando el Derecho Divino de los reyes y al hecho que dicha cámara legalmente no puede ejercer como tribunal de justicia, aunque su defensa poca validez tiene ante Cromwell y sus seguidores.
Mientras se lleva a cabo la ejecución, Fairfax y Anne huyen de Londres. Pero cuando este se encuentre con sus conocidos Realistas, se dará cuenta de que todavía cree en los principios por los que luchó, y esto le hace saber que su deber es regresar a Londres para intentar moderar el extremismo de Cromwell. Pero la situación del país está desbocada; con el Rey muerto, el régimen puritano ha entrado en una espiral fuera de control. Su ejército genera violencia y miedo a lo largo de toda Inglaterra, con frecuentes redadas en teatros, bares y locales de juego. la dictadura de Cromwell se vuelve cada vez más insostenible, y la tensión entre los dos viejos amigos hace que llegue un punto en el que Fairfax descubre que se tiene que detener, como sea, a su leal General, mostrando al final de la película cómo parece que nada haya cambiado.

## Personajes

### Thomas Fairfax
Nacido el 17 de enero de 1612, en Denton, Yorkshire, Inglaterra.
Murió el 12 de noviembre de 1671, en Nun Appleton, Yorkshire, Inglaterra
Bando: Parlamentario
Cargo: 3.er Barón de Cameron, Lord General del New Model Army (1645-1650)
Era un caballero, pero al estallar la Guerra Civil Inglesa se convirtió en un comandante de caballería para los Parlamentarios, guerrero y creador del New Model Army. Fue un gran estratega jugando un extraordinario papel en la Guerra Civil, a pesar de tener puntos de vista diferentes a Cromwell. Era un reformista; quería mantener la figura del Rey pero no para gobernar, sino para reinar.
Rechazó condenar al Rey Carlos I a muerte y fue considerado más moderado en sus opiniones políticas y religiosas. Fairfax renunció a su nombramiento en 1650 como reacción a la propuesta de invasión de Escocia.

### Oliver Cromwell
Nacido el 25 de abril de 1599, en Huntingdon, Cambridgeshire, Inglaterra.
Murió el 3 de septiembre de 1658, en Whitehall, Londres, Inglaterra.
Bando: Parlamentario
Cargo: General de caballería del New Model Army
Cromwell surgió de la clase media inglesa y acabó siendo Lord Protector de Inglaterra, Escocia e Irlanda convirtiéndose en la única persona de sangre no real en ocupar un cargo así. Desarrolló un papel clave en lo que llevar al Rey Carlos I a juicio se refiere y en su posterior ejecución. Emprendió la brutal y sangrienta conquista militar de Irlanda y defendió un nivel de libertad religiosa, desconocida hasta entonces en Inglaterra, experimento que fracasó a los dos años de su muerte. Deseaba eliminar la monarquía de la toma de decisiones políticas de la época y era muy resoluto, muy religioso, muy decidido y bastante beligerante sobre sus creencias. Fue y continúa siendo una de las figuras más controvertidas de la historia mundial.

### Rey Carlos I
Nacido el 19 de noviembre de 1600, en Dunfermline Palace, Fife, Escocia.
Murió el 30 de junio de 1649, en Londres, Inglaterra.
Bando: Realista
Cargo: Rey de Inglaterra, Comandante jefe del Ejército Realista
Hijo de Jaime I, Carlos hereda el trono en sucesión a su padre, sin Parlamento y con una situación que provocaría un movimiento revolucionario (Guerra Civil Inglesa 1642-1648) entre realistas y parlamentarios (venciendo el último). Creía en el "derecho divino de los reyes", por el que él sólo debía responder ante Dios y ningún mortal podía cuestionar sus decisiones y criterios. Esta actitud provocó un gran resentimiento entre los que no estaban conformes con sus decisiones y se enfrentó con el Parlamento sobre temas religiosos y política exterior. Sus diferencias con el Parlamento hicieron que se diera un nivel insostenible por lo que les acabó declarando la guerra el 22 de agosto de 1642 en Nottingham. El Rey perdió la guerra y cuando se negó a negociar con el Parlamento, se organizó un juicio, donde Carlos fue acusado de traición. Fue declarado culpable y decapitado en Whitehall, Londres el 29 de enero de 1649.

### Anne Fairfax
Hija de Horatio, Lord Vere y esposa de Thomas; Lord Fairfax. Esta tuvo una gran y significante influencia sobre la actitud de su esposo respecto al Rey, estando presente en el juicio a Carlos I. Cuando se leyó el veredicto contra el Rey, ella protestó a gritos en el tribunal y tuvo que ser retirada a la fuerza. Más tarde Anne animó a su marido a retirarse de la vida pública y con esto probablemente salvó su vida.

## Comentario del guionista
La guionista de la película; Jenny Mayhew comenta sobre la historia que se esconde detrás de la película:
“Me topé con un retrato de Thomas Fairfax, o Black Tom como se le conocía entonces” recuerda la guionista Jenny Mayhew, “era ese tipo de líder aristocrático y atractivo, comandante de nuestro primer ejército nacional, una figura realmente serena y la nota decía que fue el mejor amigo de Oliver Cromwell”.
Para Mayhew, el contraste entre el noble y apuesto Fairfax y Oliver Cromwell era intrigante y fue esto lo que la animó a hurgar en los personajes, y con ello en la historia más profundamente. “Junto al cuadro de Black Tom había uno pequeño de Cromwell donde aparecía desarreglado y enrojecido, era célebre su mal genio y pensé que el contraste entre los dos era impresionante. Todo lo que había leído sobre Cromwell indicaba que su desinterés por los detalles sociales y su ferviente pasión por el cambio social, aunque eran grandes amigos con Thomas Fairfax, quien tenía intereses creados como noble que era”.
Sorprendida por esta relación entre ambos de amistad, Mayhew se sintió interesada por el tema y empezó a estudiarlo con más profundidad, “¿Cómo puede existir una amistad tan intensa entre dos personajes aparentemente tan opuestos? ¿En qué se basaba esta amistad? y lo doloroso y personal que tuvo que ser cuando se enfrentaron en el tema de qué hacer con el Rey Carlos I”.
En 1997 Jenny Mayhew conoció al productor Kevin Loader en un taller de escritura de guiones en Kent, Inglaterra: “Cuando le propuse a Kevin la idea de una película sobre Cromwell y Fairfax, la plantee como una película sobre las camaradería de dos amigos. En mi mente, el film siempre ha tratado primero sobre la amistad y después sobre la historia y la política”.
Una de las cosas que atrajo al productor del guion fue que se trataba de una historia muy personal sobre la amistad entre dos hombres que habían realizado cosas tan extraordinarias como formar un ejército, luchar una Guerra Civil... “El hecho de que su amistad se tambaleara y acabara por romperse al tratar temas como: la forma de organizar la nación y el estado y cómo plantear la justicia. Todo esto me pareció muy dramático” comenta Loader.
Loader, junto a Jenny Mayhew también se sintió interesado en Thomas Fairfax, un personaje aparentemente olvidado por la historia. “Por Londres se pueden encontrar varias calles que han recibido el nombre por Fairfax, por eso creo que en una época anterior, especialmente al principio de la época victoriana, era una figura mucho más célebre que ahora” comenta Loader. “Es un personaje fascinante y fue el general del primer ejército nacional que este país ha tenido. Fue un soldado brillante formado militarmente en el continente y habiendo estado muy cerca de Cromwell los tres años en que la Guerra Civil fue más cruda, discutió con él cuando llegó el momento de decidir qué tipo de justicia se debía aplicar al Rey Carlos I. Se sintió dividido entre su lealtad a la visión radical de Cromwell de cómo debía ser el futuro; y sus orígenes aristocráticos y el deseo de ser fiel a su familia y a su clase. Es una historia personal que alcanza unos temas mucho más trascendentales y que lo convierten en un gran drama”.
Durante el largo camino que fue llevar a cabo el guion de Mayhew hasta ver la luz, sufrió multitud de cambios, el más radical la decisión de empezar la película al final de la Batalla de Naseby, una de las batallas más decisivas de la Guerra Civil inglesa. “Trata sobre las consecuencias de la guerra, no sobre como estalla ésta, trata sobre dos hombres. El país está totalmente alborotado y es la primera vez en la historia que existe un cierto grado de revolución y de desobediencia civil contra el monarca. La historia empieza donde la mayor parte de las personas esperan que acabe. La batalla se ha ganado, pero nuestra película empieza cuando empiezan los verdaderos problemas… ¿Qué hacen con el Rey? ¿Cómo reorganizan el país, cómo vuelven a establecer el orden, como consiguen pacificarlo y fundamentalmente como deben gobernar el país?”.
Cuando Kevin Loader se fue de The Bridge y formalizó su relación laboral con Natural Nylon, la productora independiente fundada por los actores británicos Ewan McGregor, Jude Law, Jonny Lee Miller, Sadie Frost y Sean Pertwee, uno de los proyectos que se llevó con él fue Matar a un Rey o Cromwell & Fairfax como se titulaba en ese momento. Armado con el proyecto, Loader empezó a trabajar en la programación, la financiación, el casting y la búsqueda del director.
Loader había trabajado anteriormente con Mike Barker y afirmaba que: “La sensibilidad contemporánea que aporta le convirtió en el director perfecto para esta película. Dirige de forma muy enérgica, cinematográfica y apasionadamente y es un muy buen director para los actores. Todos los que han trabajado con él con anterioridad quieren repetir. Es un gran fichaje”.
El actor escocés Dougray Scott participó en el proyecto de Matar a un Rey encarnando al personaje protagonista de Tom Fairfax y además, ejerciendo de Productor asociado en el film. “Dougray sorprende por todo el trabajo de investigación que ha realizado” explica Kevin Loader.
Scott reafirma los comentarios de Kevin Loader sobre el director Mike Barker, “Creo que es un director extraordinario. Le conozco desde hace años y realmente quería que fuera él quien hiciera este trabajo.”
El papel de Cromwell requería de un actor británico de cierta edad, “tenía cuarenta y dos años al final de la Guerra Civil y necesitábamos a alguien cuya edad resultara convincente en el momento de la muerte de Cromwell” explica Loader. “Tim Roth parecía tener todas las cualidades necesarias. Posee ese tipo de cualidad de ser siempre un intruso, alguien independiente. Cromwell no era aristócrata, procedía de una familia adinerada de granjeros de The Fens y aunque tenía educación, él mismo consideraba que no pertenecía a las clases políticas dirigentes y creo que Tim transmite esta sensación, tanto como actor como en la percepción que tiene de él el público. Posee esta increíble energía cuando está en la pantalla”.
Conseguir la química correcta entre los actores que interpretaran a Cromwell y Fairfax obviamente era vital para el éxito de la película, Dougray Scott explica, “No puedes planearlo, ni puedes ensayarlo, puedes explicarlo y comentarlo pero no sabes si la química funcionara hasta que no lo pruebas. Hay un determinado vínculo entre nosotros dos que debería resultar bastante doloroso (o al menos desagradable) de ver para el público, incluso aunque Cromwell sea visto como el villano de la historia por su estricto puritanismo en contraposición con las inclinaciones más liberales de Fairfax...”.
Loader pretendía elegir un actor para el papel del Rey Carlos I que transmitiera “esa especie de naturaleza manipuladora y viperina de Carlos”. Con su aspecto aristocrático, Rupert Everett, a pesar de ser mucho más alto que el monarca, encajaba a la perfección en el resto de características.
La actriz británica Olivia Williams realiza el único papel importante femenino de Matar a un Rey encarnando a la mujer de Fairfax: Lady Anne Fairfax. Scott trabajó intensamente con Williams y explica: “Lady Anne es un personaje increíblemente fuerte – se enfrenta a Cromwell, como no lo hubieran hecho muchas mujeres. Le recuerda constantemente a Fairfax las implicaciones y consecuencias de lo que está haciendo. Es un personaje extraordinario en el sentido de que tiene su carácter independiente, no es una simple portavoz y no está allí como ornamento, es un personaje por ella misma con sus propias ideas y planes y que tiene un gran coraje. Olivia está fantástica en el papel, es una actriz magnífica. Existen muy pocas actrices que puedan interpretar este papel. Olivia entra en la escena y exige respeto y atención de forma inmediata. En pantalla aparece simplemente extraordinaria”.